# 十班坑
十班坑，是臺灣苗栗縣後龍鎮的一個傳統地域名稱，也是全鎮少數以客家人為主的聚落，位於該鎮南部。相較於今日行政區，其範圍大致為龍坑西南半部。

## 歷史
台灣清治末期至日治初期，十班坑地區為一街庄，稱為「十班坑庄」，隸屬於苗栗一堡。該庄西北與公司藔庄為鄰，東北隔後龍溪支流南勢坑溪與後壠底庄為界，東南邊為南勢坑庄，西南邊為二湖庄，西邊為頭湖庄。
1901年（日治明治三十四年）11月，全台廢縣廳改設二十廳，該庄隸屬於苗栗廳。1909年（明治四十二年）10月，合併二十廳為十二廳，該庄改隸屬於新竹廳。1920年（大正九年），廢十二廳改設五州二廳，該庄改制為「十班坑」大字，隸屬於新竹州竹南郡後龍庄。
戰後後龍庄改制為後龍鄉，隸屬於新竹縣，大字亦改制為村。1950年桃、竹、苗分治，後龍鄉改隸屬於苗栗縣。1951年，後龍鄉升格為後龍鎮，村改制為里。

## 聚落
本地區有十班坑、大區園、麻園坑口、坑內等聚落。

## 交通
國道3號又稱「福爾摩沙高速公路」，是貫穿台灣西部的兩條縱向高速公路之一，大致以東北—西南走向蜿蜒經過十班坑地區。境內未設交流道，但東北部邊界外不遠處的省道台6線交會口設有後龍交流道，由此進入可快速前往台灣西部國道3號沿線各地。
省道台1線又稱「縱貫公路」，是台北至屏東楓港的傳統幹道，大致以北北東—南南西走向蜿蜒經過本地區西北部。由該道路向北北東可前往後龍市區、造橋談文、頭份、香山等地，向南南西可前往西湖、通霄、苑裡、大甲等地。
省道台6線又稱「舊後汶公路」、「龍汶公路」，是後龍龍港至大湖溫泉口的幹道，大致以西北—東南走向經過本地區北部，並於省道台1線交會。由該道路向西北可前往龍港並止於省道台61線（西部濱海快速公路）後龍交流道及縣道119號路口，向東南可前往苗栗、公館、獅潭桂竹林、汶水並止於省道台3線路口。

## 學校
- 龍坑國小

## 文化資產
- 鄭崇和墓（國定古蹟）